# Bolsa de Valores de Shenzhen
A Shenzhen Stock Exchange (SZSE) (chinês: 深证 证券交易所) é uma das três bolsas de valores da China, juntamente com a Bolsa de Xangai e Hong Kong. Ela é baseada em Shenzhen, na Província de Guangdong. A capitalização de mercado de suas empresas listadas, foi de cerca de US$ 1,452 trilhão em 2013.

## Ligação externa
- «Sítio oficial» (em inglês)